# Ned Sparks
Ned Sparks (nato Edward Arthur Sparkman; Guelph, 19 novembre 1883 – Victorville, 3 aprile 1957) è stato un attore canadese.
Con la sua espressione impassibile e la voce cupa e sepolcrale, fu uno dei più popolari caratteristi del cinema hollywoodiano degli anni trenta, tanto che la sua caricatura appare in svariati cartoni animati dell'epoca.

## Biografia
Nato Edward Arthur Sparkman in Ontario, a sedici anni il giovane Ned andò via di casa, attirato dalla corsa all'oro del Klondike. Finiti i soldi, trovò un ingaggio come cantante in una compagnia di giro, esibendosi a Dawson Creek, minuscolo centro che era diventato, con l'afflusso dei cercatori d'oro, una vera e propria città. Dopo quell'esperienza, Sparks tornò in Canada tre anni dopo ed entrò per qualche mese in seminario a Toronto. Abbandonata quindi anche la teologia, lavorò per le ferrovie e quindi a teatro. Nel 1907, lasciò definitivamente Toronto e il Canada per tentare la fortuna a New York.
A Broadway, Sparks si fece conoscere nella commedia Little Miss Brown dove, nel ruolo di un addetto a un ricevimento, proponeva un personaggio dalla maschera impassibile che attirò l'attenzione di Louis B. Mayer, il tycoon della MGM. Messo sotto contratto per sei film, Sparks recitò all'inizio nel muto. Fece il suo debutto sonoro nel 1928 in The Big Noise di Allan Dwan.
Nel 1930, Sparks era ormai famoso per il personaggio che aveva creato: cupo in viso, sarcastico e sempre con un sigaro acceso. Il New York Times riportava, nel 1936, che Sparks aveva fatto assicurare dai Lloyds di Londra la sua faccia per centomila dollari. I fotografi cercavano di immortalare - senza riuscirci - qualche suo sorriso. Sparks, in seguito, confessò che la storia dell'assicurazione era una trovata pubblicitaria ma che, in ogni caso, aveva assicurato la faccia per diecimila dollari.
I disegnatori di cartoni animati, da Walt Disney a Tex Avery, ispirandosi a lui, ne fecero varie caricature.
Sposato solo una volta, con Mercedes Cabalerro dal 1931 al 1936, nella sua carriera, Sparks apparve in una decina di spettacoli teatrali e partecipò a un'ottantina di pellicole. Si ritirò dal cinema nel 1947.

### Morte
Sparks morì a Victorville, in California, il 3 aprile 1957 a causa di un'occlusione intestinale. Venne sepolto al Victor Valley Memorial Park di Victorville, nella contea di San Bernardino.

## Filmografia

### Attore
- The Little Miss Brown, regia di James Young (1915)
- The Social Pirate, regia di Dell Henderson (1919)
- A Temperamental Wife, regia di David Kirkland (1919)
- A Virtuous Vamp, regia di David Kirkland (1919)
- Nothing but the Truth, regia di David Kirkland (1920)
- In Search of a Sinner, regia di David Kirkland (1920)
- The Perfect Woman, regia di David Kirkland (1920)
- Good References, regia di Roy William Neill (1920)
- A Wide Open Town, regia di Ralph Ince (1922)
- The Bond Boy, regia di Henry King (1922)
- Easter Bonnets (1923)
- One Night It Rained (1924)
- The Law Forbids, regia di Jess Robbins (1924)
- Low Tide, regia di Arvid E. Gillstrom (1925)
- The Boomerang, regia di Louis J. Gasnier (1925)
- His Supreme Moment, regia di George Fitzmaurice (1925)
- Faint Perfume, regia di Louis J. Gasnier (1925)
- Seven Keys to Baldpate, regia di Fred C. Newmeyer (1925)
- Bright Lights, regia di Robert Z. Leonard (1925)
- The Only Thing, regia di Jack Conway (1925)
- Soul Mates, regia di Jack Conway (1925)
- Mike, regia di Marshall Neilan (1926)
- The Auction Block, regia di Hobart Henley (1926)
- Money Talks, regia di Archie Mayo (1926)
- The Hidden Way, regia di Joseph De Grasse (1926)
- When the Wife's Away, regia di Frank R. Strayer (1926)
- Love's Blindness, regia di John Francis Dillon (1926)
- Oh, What a Night!, regia di Lloyd Ingraham (1926)
- Twinkletoes, regia di Charles Brabin (1926)
- Secret Studio, regia di Victor Schertzinger (1927)
- Alias the Deacon, regia di Edward Sloman (1927)
- Alias the Lone Wolf, regia di Edward H. Griffith (1927)
- The Small Bachelor, regia di William A. Seiter (1927)
- On to Reno, regia di James Cruze (1928)
- The Big Noise, regia di Allan Dwan (1928)
- Femminilità (The Magnificent Flirt), regia di Harry d'Abbadie d'Arrast (1928)
- La canarina assassinata (The Canary Murder Case), regia di Malcolm St. Clair e Frank Tuttle (1929)
- Strange Cargo, regia di Benjamin Glazer e Arthur Gregor (1929)
- Nothing but the Truth, regia di Victor Schertzinger (1929)
- Jozelle jazz club (Street Girl), regia di Wesley Ruggles (non accreditato) (1929)
- Ecco l'amore! (Love Comes Along), regia di Rupert Julian (1930)
- I lupi di Chicago (Double Cross Roads), regia di George E. Middleton e Alfred L. Werker (1930)
- The Devil's Holiday, regia di Edmund Goulding (1930)
- The Fall Guy, regia di Leslie Pearce (1930)
- Conspiracy, regia di Christy Cabanne (1930)
- Leathernecking, regia di Edward F. Cline (1930)
- Kept Husbands, regia di Lloyd Bacon (1931)
- Iron Man, regia di Tod Browning (1931)
- The Secret Call, regia di Stuart Walker (1931)
- The Way of All Fish, regia di Mark Sandrich (1931)
- Strife of the Party, regia di Mark Sandrich (1931)
- Corsair, regia di Roland West (1931)
- The Wide Open Spaces, regia di Arthur Rosson (1931)
- Big Dame Hunting, regia di George Marshall (1932)
- The Miracle Man, regia di Norman Z. McLeod (1932)
- La cronaca degli scandali (Blessed Event), regia di Roy Del Ruth (1932)
- Big City Blues, regia di Mervyn LeRoy (1932)
- The Crusader, regia di Frank R. Strayer (1932)
- Quarantaduesima strada (42nd Street), regia di Lloyd Bacon (1933)
- Segreti (Secrets), regia di Frank Borzage (1933)
- La danza delle luci (Gold Diggers of 1933), regia di Mervyn LeRoy (1933)
- Signora per un giorno (Lady for a Day), regia di Frank Capra (1933)
- Too Much Harmony, regia di A. Edward Sutherland (1933)
- Verso Hollywood (Going Hollywood), regia di Raoul Walsh (1933)
- Alice nel Paese delle Meraviglie (Alice in Wonderland), regia di Norman Z. McLeod (1933)
- L'imprevisto (Hi, Nellie!), regia di Mervyn LeRoy (1934)
- Sing and Like It, regia di William A. Seiter (1934)
- Private Scandal, regia di Ralph Murphy (1934)
- Down to Their Last Yacht, regia di Paul Sloane (1934)
- Chiaro di luna (Servants' Entrance), regia di Frank Lloyd e Walt Disney (1934)
- Marie Galante, regia di Henry King (1934)
- Lo specchio della vita (Imitation of Life), regia di John M. Stahl (1934)
- Sweet Adeline, regia di Mervyn LeRoy (1934)
- Sweet Music, regia di Alfred E. Green (1935)
- George White's 1935 Scandals, regia di George White (1935)
- Collegiate, regia di Ralph Murphy (1936)
- Two's Company, regia di Tim Whelan (1936)
- La forza dell'amore (The Bride Walks Out), regia di Leigh Jason (1936)
- Turbine bianco (One in a Million), regia di Sidney Lanfield (1936)
- Il fantasma cantante (Wake Up and Live), regia di Sidney Lanfield (1937)
- This Way Please, regia di Robert Florey (1937)
- Sotto il cielo delle Hawaii (Hawaii Calls), regia di Edward F. Cline (1938)
- The Star Maker, regia di Roy Del Ruth (1939)
- For Beauty's Sake, regia di Shepard Traube (1941)
- La taverna delle stelle (Stage Door Canteen), regia di Frank Borzage (1943)
- La città magica (Magic Town), regia di William A. Wellman (1947)
- The Heckle and Jeckle Show

### Sceneggiatore
- Strife of the Party, regia di Mark Sandrich (1931)